# Hadena transvitta
Hadena transvitta là một loài bướm đêm trong họ Noctuidae.